# Air Koryo

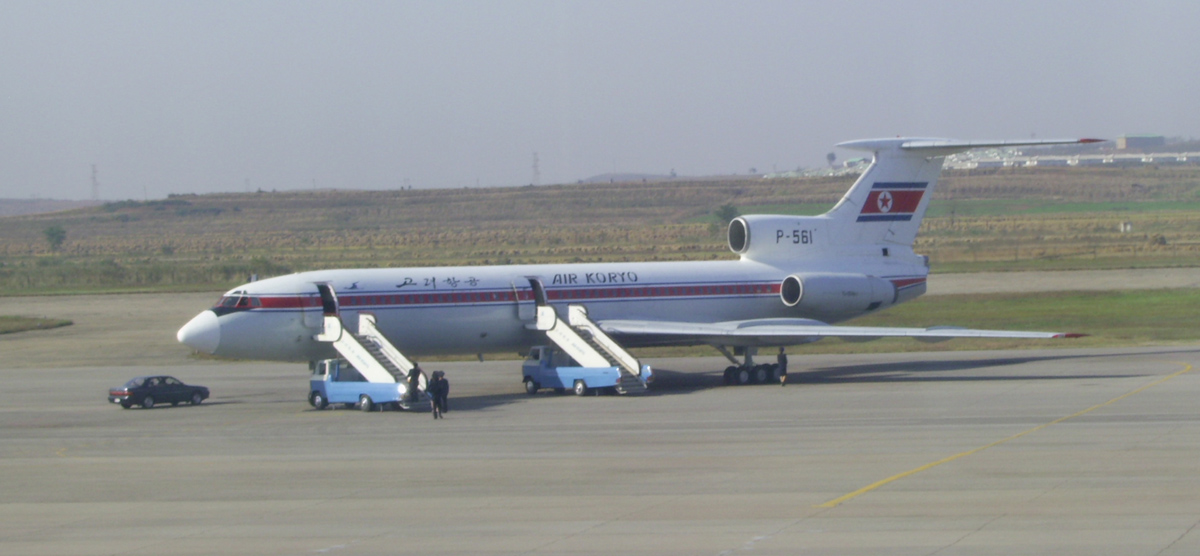
En Tupolev Tu-154B-2 i Pyongyang.

Koryo – Korean Airways (hg: 고려항공, ha: 高麗航空), IATA: JS ICAO: KOR tidigare Chosŏn Minhang, 조선민항/朝鮮民航, är det statliga, officiella flygbolaget i Nordkorea.
Air Koryo blev etablerad först under namnet SOKAO (Soviet-North Korean Airline) som startades år 1950.
Air Koryo driver internationella, reguljära flygningar mellan bland annat Peking och Pyongyang två gånger i veckan, samt charterflygningar till övriga Asien och Afrika. Flygbolaget är baserat på Sunan International Airport (FNJ) i Pyongyang.

Deras huvudkontor ligger i Sunan-distriktet i Pyongyang, de har även filialer i Peking, Shenyang, Macau, Bangkok, Berlin, Moskva, Hongkong, Singapore och Tokyo.

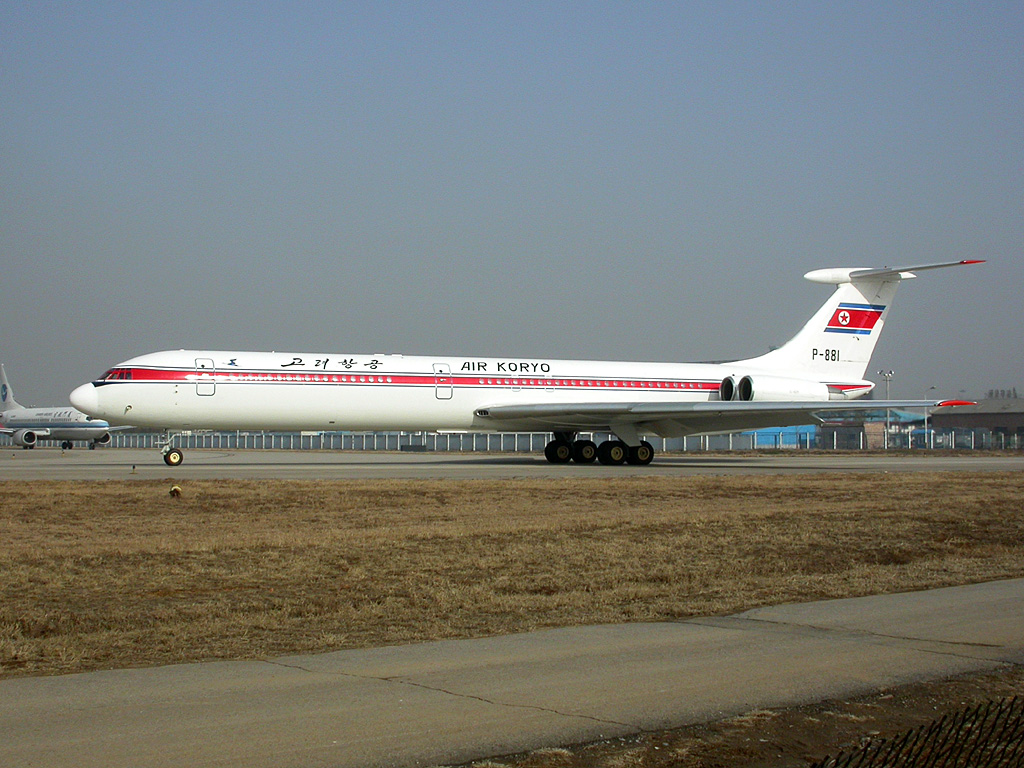
Air Koryo Iljusjin Il-62 på Pekings internationella flygplats.

Air Koryo är ett av 92 flygbolag som efter beslut av Europeiska kommissionen belagts med verksamhetsförbud inom Europeiska unionen (Lufttrafikföretag förbjudna inom EG). Air Koryo är det enda flygbolaget i världen som har en stjärna i branschbedömaren Skytrax rankning. Betyget innebär enligt Skytrax "väldigt dåligt utförande".

## Flotta
| Air Koryo Flotta       | Air Koryo Flotta | Air Koryo Flotta | Air Koryo Flotta | Air Koryo Flotta | Air Koryo Flotta | Air Koryo Flotta  | Air Koryo Flotta | Air Koryo Flotta |
| Flygplan A             | I tjänst         | Order            | Passagerare      | Passagerare      | Passagerare      | Anteckningar a    |                  |                  |
| Flygplan A             | I tjänst         | Order            | C                | Y                | Totalt           | Anteckningar a    |                  |                  |
| ---------------------- | ---------------- | ---------------- | ---------------- | ---------------- | ---------------- | ----------------- | ---------------- | ---------------- |
| Antonov An-24R/RV [18] | 3                | -                | 0                | 52               | 52               |                   |                  |                  |
| Antonov An-148-100B    | 2[17]            | -                | 8                | 62               | 70               |                   |                  |                  |
| Ilyushin Il-18D [19]   | 1                | -                | TBA              | TBA              | TBA              |                   |                  |                  |
| Ilyushin Il-62M        | 2[17]            | -                | 12               | 178              | 190              |                   |                  |                  |
| Ilyushin Il-62M        | 2                | -                | VIP              | VIP              | VIP              | DPRK Govt. livery |                  |                  |
| Tupolev Tu-134B-3 [21] | 2                | -                | 0                | 76               | 76               |                   |                  |                  |
| Tupolev Tu-154B/B-2    | 1[källa behövs]  | -                | 16               | 136              | 152              | Parkerad på FNJ   |                  |                  |
| Tupolev Tu-204-100B    | 1                | -                | 12[22]           | 210              | 222              |                   |                  |                  |
| Tupolev Tu-204-300     | 1                | -                | 16               | 150              | 166              |                   |                  |                  |
| Air Koryo Cargo Flotta |                  |                  |                  |                  |                  |                   |                  |                  |
| Ilyushin Il-76TD [19]  | 3                | -                | N/A              | N/A              | N/A              | Gods              |                  |                  |
| Total                  | 19               | 0                |                  |                  |                  |                   |                  |                  |